# HD 121853
HD 121853，又名CD-49 8356，SAO 241352、HR 5251，是一颗恒星，视星等为5.91，位于銀經313.86，銀緯11.06，其B1900.0坐标为赤經13h 52m 52.1s，赤緯-49° 11.06′ 56″。